# Camilla Ceder
Sannah Camilla Ceder, född 24 oktober 1976, i Olofstorp är en svensk socialarbetare och författare bosatt i Majorna i Göteborg.

## Biografi
Ceder debuterade 2009 med kriminalromanen Fruset ögonblick. Recensenten Ragnar Strömberg skrev bland annat "med en känslig, observant prosa manar Ceder fram verkliga människor i relief mot ett svenskt landskapsrum i detaljskarp gråskala." Boken har översatts och utgivits på nederländska, danska, spanska, franska, engelska, tyska, polska och tjeckiska, samt kommit ut i en andra upplaga. Hösten 2010 utkom Babylon, hennes andra roman, som även den har utgivits i en andra upplaga. Böckernas huvudpersoner är kriminalkommissarie Christian Tell och journaliststudenten Seja Lundberg.
Ceder har senare gett ut 3 barn- och ungdomsböcker i serien Sally - djurens vän.

### Krim
- Fruset ögonblick: [kriminalroman]. Månpocket, 99-0184541-6 ([Ny utg.]). Stockholm: Månpocket. 2009. Libris 11482913. ISBN 978-91-7001-723-0
- Babylon: [kriminalroman]. Månpocket, 99-0184541-6 ([Ny utg.]). Stockholm: Månpocket. 2011. Libris 12147443. ISBN 978-91-7001-893-0

### Barn och ungdom
- Camilla Ceder (text) och Sanna Mander (bild): Djurfiket, Bonnier Carlsen, Stockholm 2014, ISBN 978-91-638-7473-4
- Ceder, Camilla; Mander Sanna (2014). Valpspaning. Sally - djurens vän. Stockholm: Bonnier Carlsen. Libris 16488890. ISBN 978-91-638-7516-8
- Ceder, Camilla; Mander Sanna (2015). Katthämtningen. Sally - djurens vän ; 3. Stockholm: Bonnier Carlsen. Libris 17414523. ISBN 978-91-638-8272-2